# Châtelet (metropolitana di Parigi)
Châtelet è una stazione delle linee 1, 4, 7, 11 e 14 della metropolitana di Parigi.

## Storia
La stazione prende il nome da place du Châtelet, denominata a sua volta in ricordo del Grand Châtelet, fortezza demolita da Napoleone eretta all'epoca sul sito in cui ora sorge la piazza stessa.
Châtelet venne inaugurata il 6 agosto 1900, tre settimane dopo l'apertura del tratto iniziale della linea 1 da Porte de Vincennes a Porte Maillot. Il 21 aprile 1908 venne aperta la stazione della linea 4 come terminal sud della tratta iniziale proveniente da Porte de Clignancourt. Le piattaforme della linea 7, inizialmente non connesse con Châtelet, furono inaugurate il 16 aprile 1926 come parte dell'estensione della linea da Palais Royal a Pont Marie sotto il nome di Pont Notre-Dame - Pont au Change. il 15 aprile 1934 venne costruito e aperto un corridoio di collegamento con le stazioni 1 e 4 e la stazione 7 fu ridenominata. La stazione della linea 11 venne aperta vicino a quella della 7 il 28 aprile 1935 come terminal nord della tratta diretta a Porte des Lilas. L'ultima parte dell'hub metropolitano, la stazione della linea 14, venne inaugurata il 15 ottobre 1998 insieme al primo tratto da Madeleine a Bibliothèque François Mitterrand.
Il 9 dicembre 1977 fu inaugurata la Châtelet - Les Halles del RER, connessa tramite un corridoio con Châtelet. Tra il 1974 e il 1984, tutte le stazioni vennero ammodernate e uniformate allo stile Andreu-Motte.
Come parte dell'automazione della linea 1, le stazioni vennero rinnovate nel 2009, perdendo la decorazione Motte e ricevendo porte di banchina. Tra il 2013 e il 2016 furono rinnovati i corridoi tra le stazioni e le rispettive banchine come parte del progetto Renouveau du métro della RATP. La stazione è da allora divisa in due settori, aventi differenti simboli, chiamati Sector Rivoli e Sector Seine. La sistemazione del corridoio tra le due sezioni venne completata nel 2017.
Tra il 2016 e il 2018 vennero automatizzate e rialzate anche le banchine della linea 4. Nel 2019 fu il turno dei miglioramenti alla stazione della linea 11, seguiti da quelli per la linea 7.
Secondo le stime della RATP, 10,8 milioni di persone hanno usufruito della stazione nel 2019, posizionandola al dodicesimo posto tra le stazioni più affollate dell'intera rete.

## Struttura e impianti
La stazione è composta da due parti, collegate da un lungo corridoio:
- le linee 7 e 11 sotto Place du Châtelet e Quai de Gesvre (sito del porto medievale originale sul fiume), presso la Senna;
- le linee 1, 4 e 14 verso Rue Saint-Denis e Rue de Rivoli.

Châtelet è collegata da un altro lungo corridoio sotterraneo verso l'uscita meridionale della stazione RER Châtelet - Les Halles, la parte nord della quale è connessa alla stazione Les Halles. La distanza a piedi dalla linea 7 alle linee RER presso Châtelet - Les Halles è di circa 750 metri.

## Galleria d'immagini

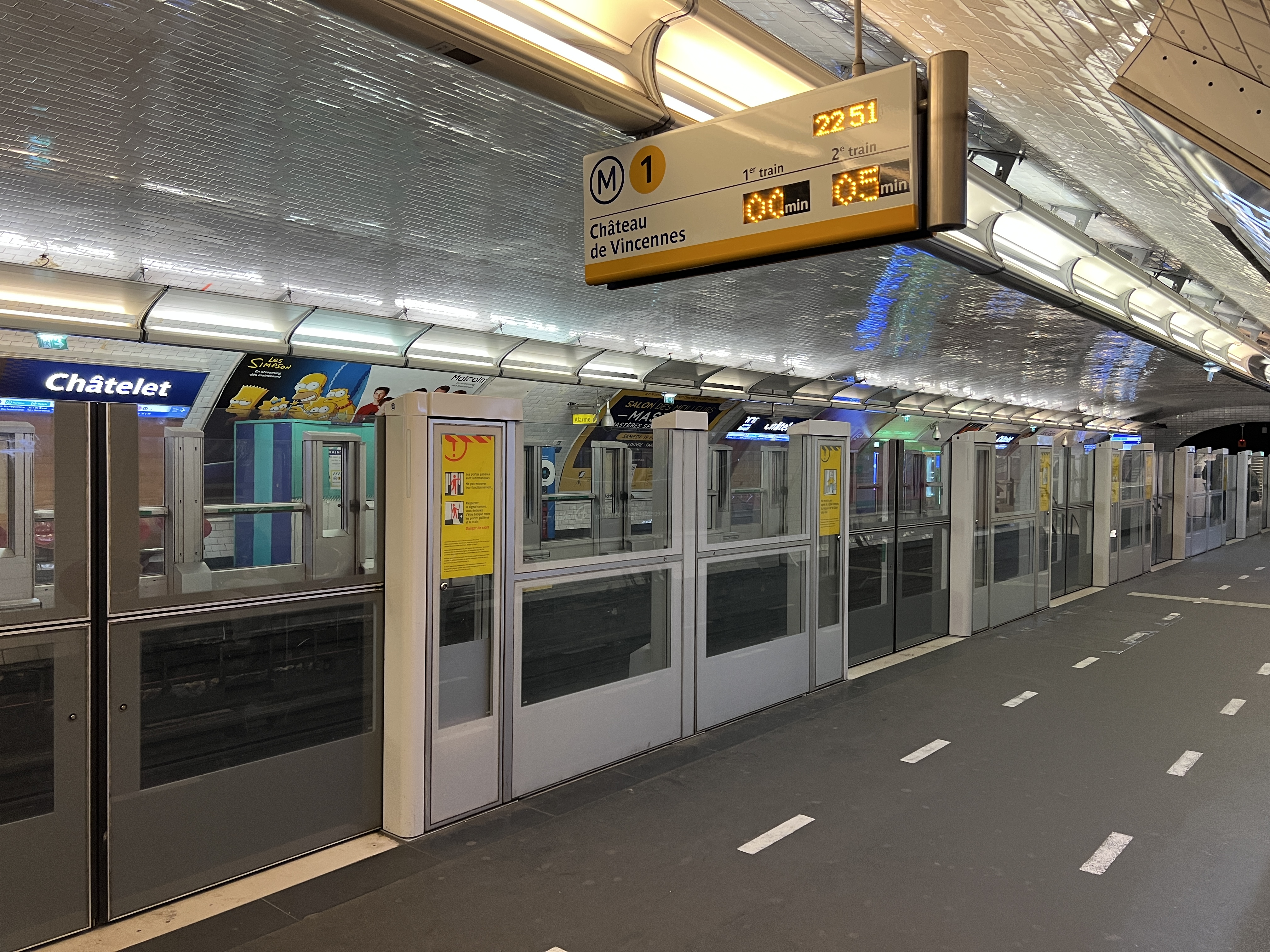
Il piano banchine della linea 1
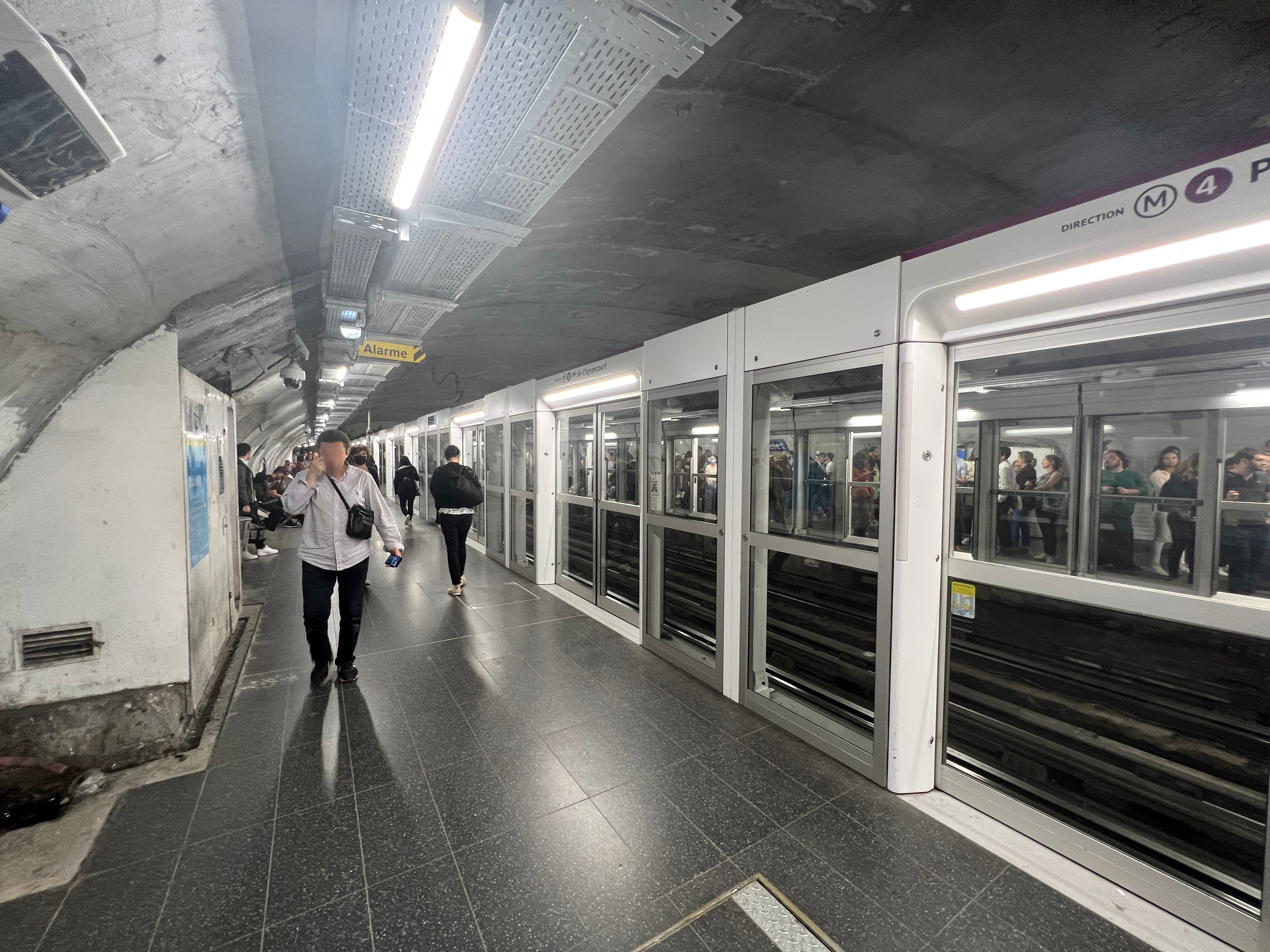
Il piano banchine della linea 4
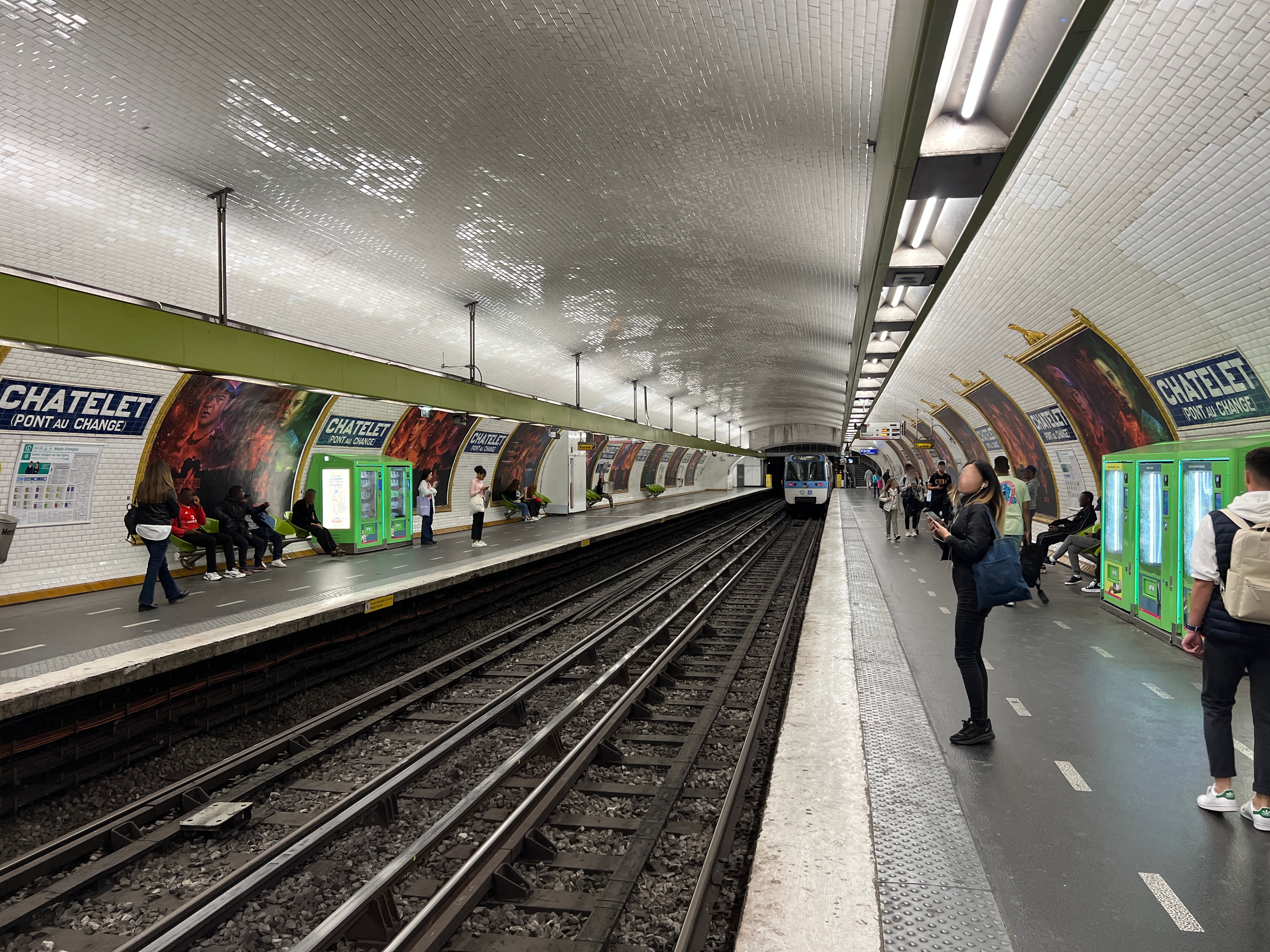
Il piano banchine della linea 7
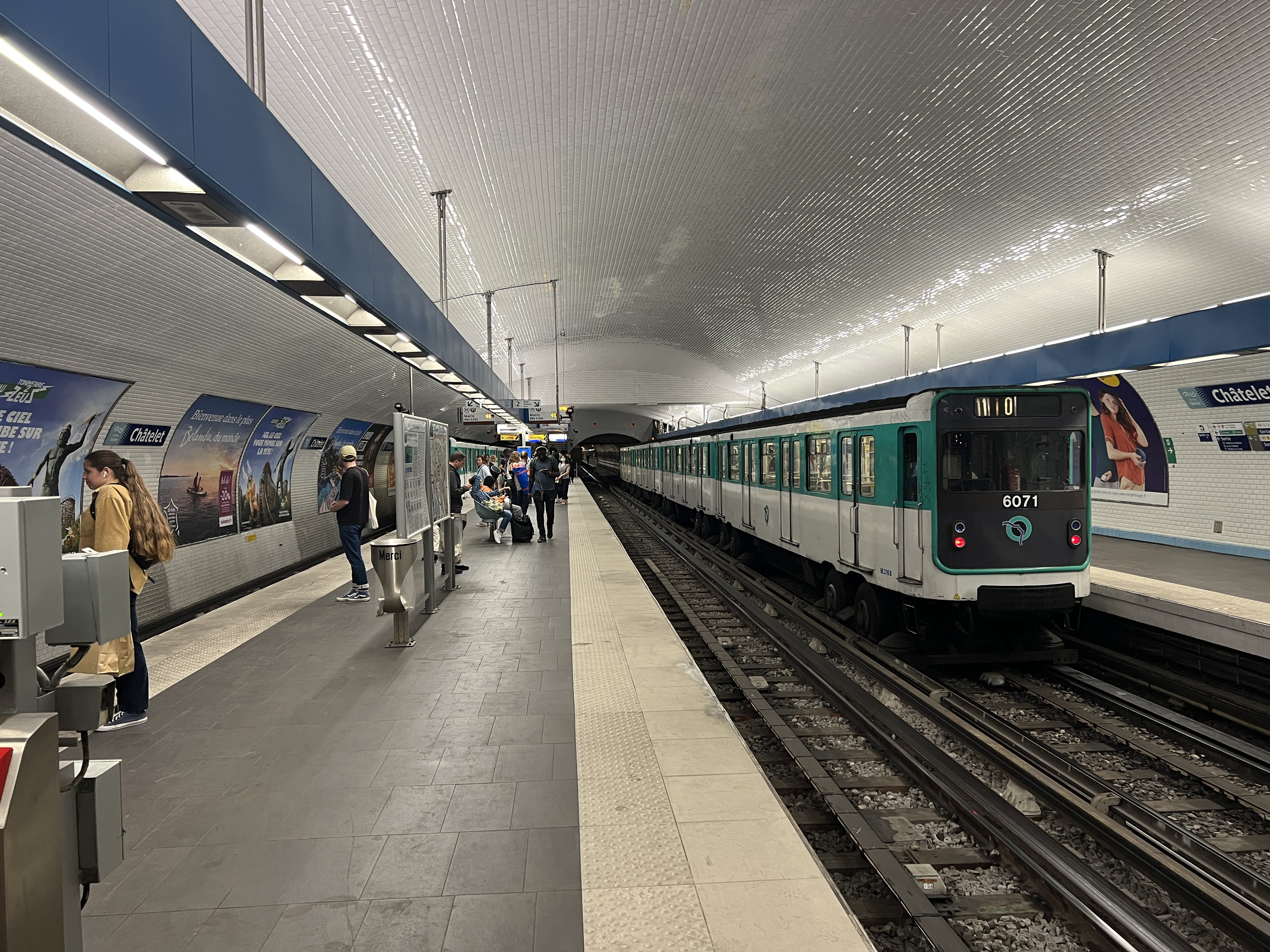
Il piano banchine della linea 11
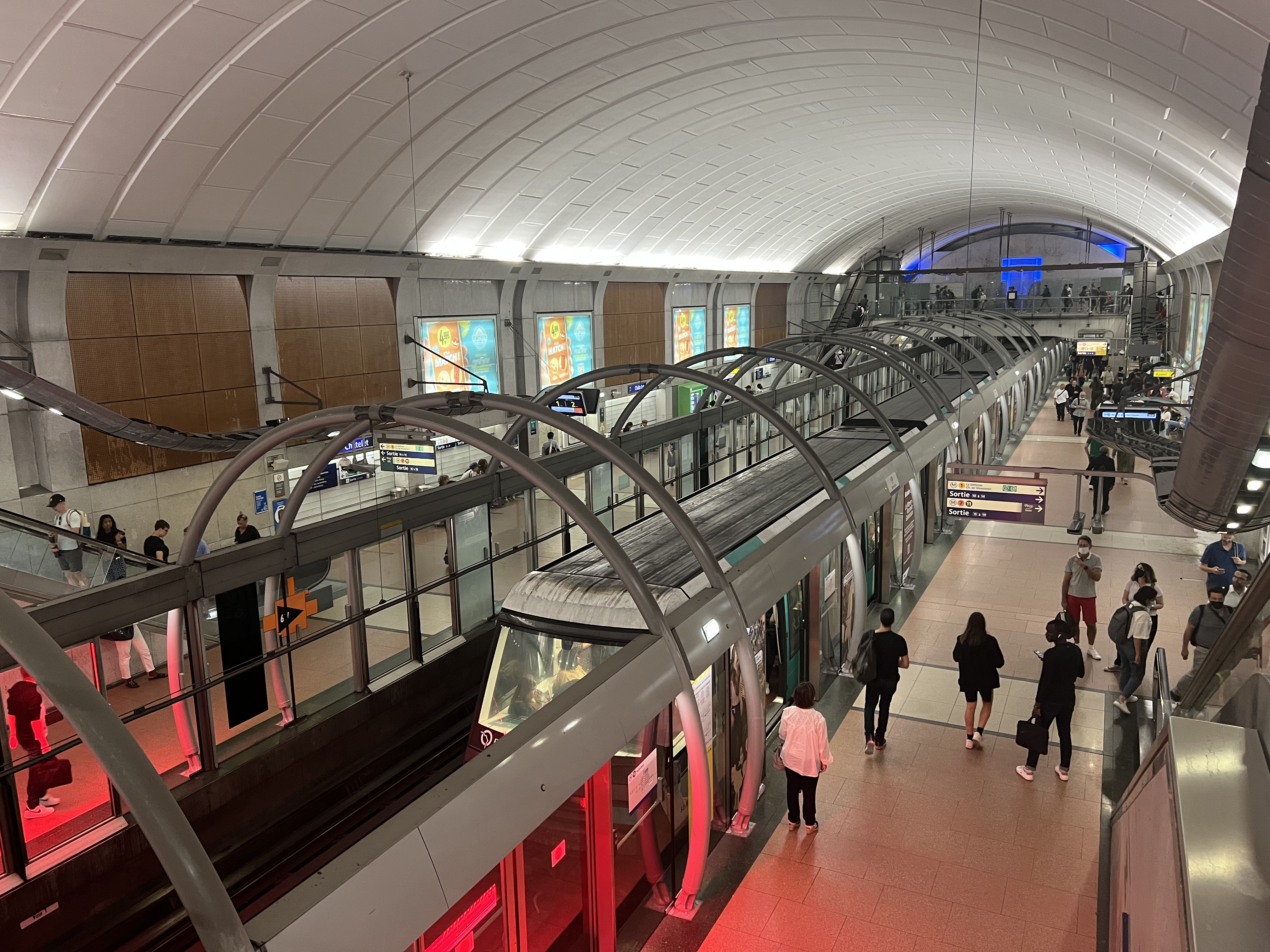
Il piano banchine della linea 14
Il masterplan della stazione